# Тайяндье, Рене Гаспар Эрнест
Рене Гаспар Эрнест Тайяндье (известный в литературе под именем Сен-Рене Тайяндье; 1817—1879) — известный французский критик и публицист.
Ученик Шеллинга, профессор литературы в Страсбурге, Монпелье и Париже, один из наиболее деятельных сотрудников «Revue des Deux Mondes», осторожный, образованный и беспристрастный критик, одним из первых ознакомивший французскую публику с русской литературой.
Главные его труды: «Béatrix» (поэма, 1840), «Des écrivains sacrés au XIX siècle» (1842), «Études sur la révolution en Allemagne» (1853), «Allemagne et Russie, études historiques et littéraires» (1856), «Le poète du Caucase ou la Vie et les oeuvres de Michel Lermontoff» (1856), «Histoire et philosophie religieuse» (1860), «La comtesse d’Albany» (1862), «Maurice de Saxe» (1865), «Corneille et les contemporains» (1864), «Drames et romans de la vie littéraire» (1870), «La Serbie, Kara George et Milosch» (1871), «Dix ans de l’histoire d’Allemagne» (1875), «Le général Philippe de Ségur» (1875), «Les renégats de 89» (1877), «Le roi Lèopold et la reine Victoria» (1878), «Boursault, sa vie et ses oeuvres» (1881).